# Marvel Snap
Marvel Snap es un videojuego de cartas coleccionables desarrollado por la empresa Second Dinner y publicado por Nuverse para plataformas como Microsoft Windows, Android e iOS. El videojuego posee una gran colección de personajes de Marvel traídos directamente del Universo Marvel así como Adam Warlock y Blue Marvel. El videojuego fue lanzado el día 18 de octubre de 2022, después de un periodo de fase de prueba en una versión Beta.

## Jugabilidad
Cada jugador tiene un mazo compuesto por 12 cartas. Cada carta es un referencia a un personaje de Marvel, con un coste, un poder, y normalmente una habilidad especial. Al comienzo de cada ronda, los jugadores ponen una carta o más boca abajo en una de las 3 ubicaciones. Las ubicaciones son elegidas aleatoriamente para cada partida, y cada ubicación tiene un efecto diferente. Al final de cada turno las cartas son reveladas y las habilidades especiales de cada carta son efectuadas. Quien tenga el poder más alto en una ubicación, la ganara. La meta del juego es ganar dos de las tres ubicaciones dadas. Las partidas normalmente duran 6 rondas, cada una de las rondas dando un incremento de "energía" para jugar las cartas más poderosas.
Los jugadores suben en las clasificaciones ganando "cubos". Una partida empieza con un solo cubo, pero un jugador puede doblar los cubos pulsando el botón "snap", a lo que el otro jugador tendrá la opción de pasar, o de aceptar el snap. El diseñador Kent-Erik Hagman comparó la mecánica de doblar los cubos con el clásico juego de mesa Backgammon.
La jugabilidad de Marvel Snap es relativamente simple comparada con otros juegos de cartas coleccionables.

## Monetización
El juego tiene un modelo Free-to-play con microtransaciones para la compra de trajes cosméticos y un Pase de Batalla. La Beta del videojuego incluía loot boxes (cajas de botín) para adquirir ciertas cartas o aspectos cosméticos, permitiendo a los jugadores a conseguir nuevas cartas y skins con dinero del juego o dinero real, fue controversial entre los jugadores y fue llamado como depredador por los periodistas de videojuegos. Las cajas de botín de pago no han sido presentadas en la versión final del juego.

## Desarrollo
Marvel Snap es el videojuego debutante de la compañía de videojuegos Second Dinner, un videojuego desarrollado por los creadores de Hearthstone, Ben Brode, Yong Woo y Hamilton Chu. Second Dinner esta trabajando en una actualización que permita jugar con otros jugadores por petición (como un sistema de agregar amigos).

## Recibimiento
De acuerdo con la página web de críticas, Metacritic, Marvel Snap ha sido recibido "con críticas mayormente favorables".